# 公益西橋駅
公益西橋駅（こうえきせいきょう-えき）は中華人民共和国北京市豊台区にある北京地下鉄4号線と大興線の駅である。2009年9月28日に開業した。

## 駅構造
島式ホーム2面4線を有する地下駅である。内側の2線に4号線と大興線の直通列車が停車し、外側の2線に4号線の区間列車が到着する。開業当初からフルスクリーンタイプのホームドアが設置されている。
出口は5箇所あり、そのうち1箇所はエレベーターが設置されている。

## 駅周辺
- 城南嘉園益明園

## 歴史
- 2009年9月28日 - 4号線が開業。
- 2010年12月30日 - 大興線が開業し、直通運転を開始。

## 隣の駅
北京地下鉄
■4号線・大興線
新宮駅（大興線） - 公益西橋駅 - 角門西駅（4号線）